# عصر تاریکی اشکانیان
عصر تاریکی اشکانیان به دوره‌ای حدوداً سی ساله در تاریخ شاهنشاهی اشکانی میان مرگ (یا سال آخر زندگانی) مهرداد دوم در سال ۹۱ پیش از میلاد تا بر تخت‌نشینی ارد دوم در سال ۵۷ پیش از میلاد اشاره دارد که پژوهشگران مختلف بر سر محدوده آن به توافق نرسیده‌اند. به دلیل اینکه از رخدادهای شاهنشاهی در این دوره اطلاعات واضحی وجود ندارد و فقط از حکومت‌های افرادی که گاه با هم همپوشانی دارند یاد شده، به ان عصر تاریکی می‌گویند.
هیچ منبع مکتوبی که این دوره را توصیف کند باقی نمانده‌است و پژوهشگران به دلیل ابهامات خود نتوانسته‌اند جانشینی فرمانروایان و سال‌های سلطنت آن‌ها را با استفاده از منابع سکه‌شناسی موجود بازسازی کنند. هیچ سند قانونی یا اداری از این دوره بر جای نمانده‌است. برای رفع بخشی از این مشکل سکه‌شناسی نظریه‌های متعددی ارائه شده‌است.
بر اساس منابع کلاسیک، نام فرمانروایان در این دوره سیناتروک و پسرش فرهاد سوم، مهرداد چهارم، ارد دوم و فرزندان فرهاد سوم هستند. همچنین فردی به نام داریوش یکم حاکم ماد (آتروپاتن؟) است. دو نام دیگر، گودرز یکم و ارد یکم در لوح‌های خط میخی تاریخ دار از بابل گواهی شده‌اند.